# Puss in Boots: The Last Wish
Puss in Boots: The Last Wish (titulada El Gato con Botas: El Último Deseo en España y Gato con Botas: El Último Deseo en Hispanoamérica) es una película de comedia de aventuras animada estadounidense producida por DreamWorks Animation y distribuida por Universal Pictures. La película es una secuela de El Gato con Botas (2011) y es derivada de la franquicia de Shrek, actuando como un reinicio suave. Está dirigida por Joel Crawford, con la codirección de Januel Mercado, y cuenta con las voces principales de Antonio Banderas y Salma Hayek, que retoman sus papeles del Gato con Botas y Kitty Zarpas Suaves (Kitty Patitas Suaves en Hispanoamérica), respectivamente.
El Gato con Botas: el último deseo se estrenó en los Estados Unidos el 21 de diciembre de 2022 por Universal Pictures.

## Reparto principal

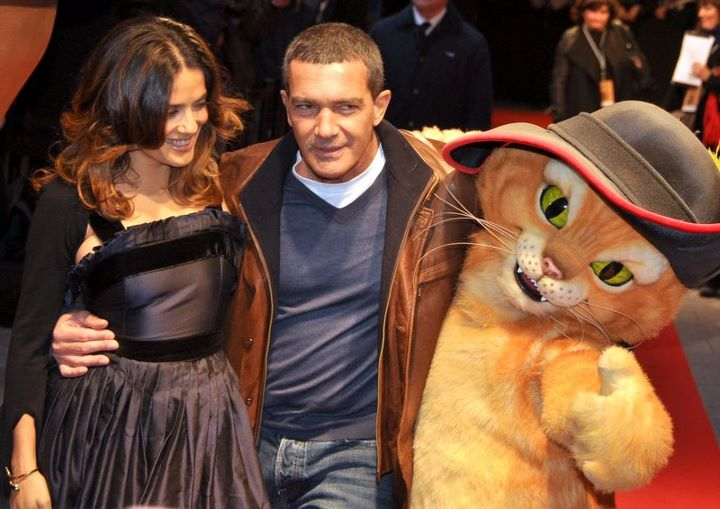
De izquierda a derecha: Salma Hayek, Antonio Banderas y El Gato con Botas.

- Antonio Banderas como el Gato con Botas, un gato ex fugitivo de la ley y héroe de San Ricardo.[4]
- Salma Hayek como Kitty Zarpas Suaves (Kitty Patitas Suaves en Hispanoamérica), una gata tuxedo conocedora de la calle que es la contraparte femenina y el interés amoroso de Gato.[5]
- Harvey Guillén como Perrito, un perro de terapia.[5]
- Florence Pugh como Ricitos de Oro.
- Ray Winstone como Papá Oso.[5]
- Olivia Colman como Mamá Osa.[5]
- Samson Kayo como  Bebé Oso.[5]
- John Mulaney como "Big" Jack Horner.
- Wagner Moura como La Muerte.
- Kevin McCann como Pepito Grillo.[5]
- Anthony Méndez como El Doctor.[5]
- Da'Vine Joy Randolph como Mamá Luna.[5]

## Reparto
| Personaje                                      | Actor de voz original  | Doblaje hispanoamericano | Doblaje para España    |
| ---------------------------------------------- | ---------------------- | ------------------------ | ---------------------- |
| Gato con Botas                                 | Antonio Banderas       | Antonio Banderas         | Antonio Banderas       |
| Kitty Patitas Suaves (Zarpas Suaves en España) | Salma Hayek            | Salma Hayek              | Diana Alonso           |
| Perrito                                        | Harvey Guillén         | Harvey Guillén           | Raúl Lara              |
| Ricitos de Oro                                 | Florence Pugh          | Julieta Nair Calvo       | Vera Bosch             |
| Ricitos de Oro                                 | Kailey Crawford (niña) | Julia Kuschevatzky       | ¿?                     |
| Papá Oso                                       | Ray Winstone           | Axel Kuschevatzky        | Jorge García Insúa     |
| Mamá Osa                                       | Olivia Colman          | Patricia Echegoyen       | Gemma Martín           |
| Bebé Oso                                       | Samson Kayo            | Mariano Chiesa           | Òscar Kapoya           |
| Jack Horner                                    | John Mulaney           | Faisy                    | Eduardo Bosch          |
| La Muerte                                      | Wagner Moura           | Pisano                   | Roberto Encinas        |
| Grillo parlante                                | Kevin McCann           | Francisco Colmenero      | José Padilla           |
| Jo Serpiente                                   | Artemis Pebdani        | Carlos, El Mono Sanchez  | Mar Bordallo           |
| Jan Serpiente                                  | Betsy Sodaro           | Mariana Ortiz            | Inma Gallego           |
| El Hombre de Jengibre                          | Conrad Vernon          | José Gilberto Vilchis*   | Aleix Estadella        |
| Mama Luna                                      | Da'Vine Joy Randolph   | Cynthia Alfonzo          | Rosario Flores         |
| Doctor                                         | Anthony Mendez         | Octavio Rojas            | Pablo Adán             |
| Gobernador                                     | Bernardo De Paula      | César Beltrán            | Rafael Azcárraga       |
| Pinocho                                        | Cody Cameron           | Eduardo Garza            | Juan Miguel Valdivieso |
| Pinocho                                        | Cody Cameron           | Edson Matus (canción)    | Juan Miguel Valdivieso |
| Cantinero                                      | Al Rodrigo             | Sergio Becerril          |                        |
| Niñito                                         | Miguel Gabriel         | Mateo Mendoza Chirino    | Miquel Rodríguez       |
| Papá del Niñito                                | Bernardo De Paula      | André Vázquez            |                        |
| Hombre careta                                  | Bernardo De Paula      | Pablo Sosa               |                        |
| Asistente del Gobernador                       | Pilar Uribe            | Araceli Romero           |                        |
| Docena del panadero                            | Joel Crawford          | Rick Loera               |                        |
| Docena del panadero                            | Heidi Gardner          | Xóchitl Ugarte           |                        |
| Docena del panadero                            | Paul Fisher            | Christopher Vaughan      |                        |
| Docena del panadero                            | Natalia Chronembold    | Ximena Castillejo        |                        |
| Docena del panadero                            | Januel Mercado         | Alberto Meléndez         |                        |
| Docena del panadero                            | Betsy Sodaro           | Zoni Álvarez             |                        |
| Docena del panadero                            | James Ryan             | Axel Láscari             |                        |
| Docena del panadero                            | Aydrea Walden          | Irene Ponce              |                        |

(*) Salma Hayek no se autodobla para Kitty ni en el doblaje hispanoamericano ni en el de España. 
(*) Debido al fallecimiento de Jesús Barrero el 17 de febrero de 2016, se realizó un casting para la nueva voz de Jengi, resultando su sobrino José Gilberto Vilchis, como la nueva voz del personaje.

## Producción

### Desarrollo
En noviembre de 2012, el productor ejecutivo Guillermo del Toro compartió las intenciones del director Chris Miller, de llevar al personaje principal en una aventura a un lugar muy exótico. También dijo que se completaron un par de borradores para el guion. En abril de 2014, el actor Antonio Banderas dijo que había comenzado el trabajo en la secuela. El 12 de junio de 2014, la película se tituló El gato con botas 2: Nueve vidas y 40 ladrones. En marzo de 2015, Banderas dijo que el guion estaba en proceso de reestructuración, también insinuó la posibilidad de que Shrek apareciera en la película.
Para noviembre de 2018, el fundador y CEO de Illumination, Chris Meledandri, se incorporó como productor ejecutivo de Shrek 5 y Puss in Boots 2. En febrero de 2019, se informó que Bob Persichetti estaba listo para dirigir la película, mientras que Latifa Ouaou, productora de la primera película, supervisaría el desarrollo de la secuela con Chris Meledandri. El 19 de agosto de 2020, DreamWorks registró la marca registrada Puss in Boots: The Last Wish como el nuevo título de la secuela que fue aprobada en diciembre. En marzo de 2021, Joel Crawford reemplazó a Persichetti como director, después de haber dirigido previamente Los Croods 2: Una nueva era (2020) de DreamWorks, con el productor Mark Swift, el editor James Ryan y el guionista Paul Fisher regresando como colaboradores junto con Januel Mercado, quien fue el jefe de la historia en esa película y el codirector de esta película. Los miembros del reparto se anunciaron en marzo de 2022.

### Animación y diseño
Al igual que la película anterior de DreamWorks, Los tipos malos (2022), la inspiración para el diseño de la película provino de Spider-Man: Into the Spider-Verse (2018) de Sony Pictures Animation para que sea más único como un libro de cuentos que como un cómic. Usando nueva tecnología, el equipo de DreamWorks se centró más en un diseño de estilo pictórico, para hacer que la película pareciera un mundo de cuento de hadas, diferente de lo que era en Shrek (2001) de su extinto estudio Pacific Data Images.

### Música
El compositor de Minions y Despicable Me, Heitor Pereira, compuso la partitura de la película. El 29 de junio de 2022, se informó que se encontraba en proceso de grabación de la partitura.

## Análisis
El tema y el mérito temático de la película han sido elogiados, recibiendo elogios y discursos de la crítica. Representa a la Muerte como un antagonista viviente que persigue al Gato hasta su última vida. Sin embargo, el Gato no derrota a la Muerte mediante el combate, sino aprendiendo a aceptar la inevitabilidad de la muerte, mientras se asegura de vivir la vida al máximo y aprende a dejar que las personas que ama formen parte de su vida. Esta metáfora ha recibido evaluación y valoración crítica por su intensidad.

## Estreno
La película se estrenó el 21 de diciembre de 2022. Originalmente estaba programada para estrenarse el 2 de noviembre de 2018 y más tarde el 21 de diciembre de 2018 antes de que se eliminara por completo del calendario de estrenos en enero de 2015 debido a la reestructuración corporativa y la nueva política de DreamWorks Animation de estrenar solo dos películas al año. Tras la resurrección del proyecto, se le dio una fecha de lanzamiento para el 23 de septiembre de 2022, en marzo de 2021, pero en abril de 2022, la fecha de lanzamiento se trasladó a su fecha actual del 21 de diciembre, reemplazando el lanzamiento de The Super Mario Bros. Movie de Illumination. Una proyección anticipada se produjo el 26 de noviembre de 2022 en Estados Unidos.
Los primeros treinta minutos de la película se proyectaron en el Festival Internacional de Cine de Animación de Annecy el 14 de junio de 2022. Los críticos notaron el tono más oscuro de la película en comparación con su predecesora y el director Joel Crawford estuvo de acuerdo con ellos, mencionando que el «miedo a la muerte es el motor que impulsa la película».

## Recepción

### Taquilla
Hasta el 19 de marzo de 2023, Gato con Botas: el último deseo ha recaudado 182,5 millones de dólares en Estados Unidos y Canadá, y 287,9 millones de dólares en otros territorios, para un total mundial de $470,5 millones de dólares.
En Estados Unidos y Canadá, Gato con Botas: el último deseo recaudaría entre 25 y 30 millones de dólares en 4000 salas durante su fin de semana de estreno de cuatro días. La película recaudó 3,2 millones de dólares en su primer día y 2,9 millones en el segundo. The Hollywood Reporter señaló que la tormenta invernal Elliot y la amenaza de una oleada tripledémica de los casos de COVID-19 y gripe podrían afectar a la taquilla en los días siguientes. En su fin de semana de estreno obtuvo 12,4 millones de dólares (y un total estimado de 26,2 millones de dólares en seis días), quedando en segundo lugar por detrás de la superproducción Avatar: The Way of Water. A pesar de abrir por debajo de las previsiones, el presidente de distribución de Estados Unidos y Canadá de Universal, Jim Orr, y los analistas de taquilla creían que la película podría recuperar terreno en las próximas semanas gracias al boca a boca y a que los colegios están de vacaciones. En su segundo fin de semana, El Gato con Botas: el último deseo creció un 35 % respecto a su fin de semana de estreno, recaudando 16,8 millones de dólares.

### Crítica
En el sitio web agregador de reseñas Rotten Tomatoes, el 95 % de las 188 reseñas de los críticos son positivas, con una puntuación media de 7.6/10. El consenso del sitio web dice: «Más de una década después de la entrega anterior, la inteligente, dulce y divertida Gato con botas: el último deseo demuestra que algunas franquicias solo mejoran con el tiempo». Metacritic, que utiliza una media ponderada, asignó a la película una puntuación de 75 sobre 100, basada en 21 reseñas, lo que indica «reseñas generalmente favorables». La audiencia encuestada por CinemaScore otorgó a la película una nota media de A en una escala de F a A+, mientras que PostTrak informó de que el 89 % de los espectadores le dieron una puntuación positiva.
Rafael Motamayor, de IGN, le dio una puntuación de 9 sobre 10 y escribió: «El Gato con Botas: el último deseo mezcla una animación asombrosa con una historia conmovedora y sorprendentemente madura para ofrecer la respuesta de la franquicia de Shrek a Logan que no sabíamos que necesitábamos». Christy Lemire, de RogerEbert.com, escribió que, tras un «comienzo arrollador», la película «decae un poco en la parte central, cuando queda claro que nos encontramos ante una búsqueda bastante estándar». Sin embargo, alaba que la película consiga «transmitir mensajes de altruismo y trabajo en equipo sin resultar pesada ni empalagosa», así como las actuaciones de voz y los efectos visuales. Nate Richards, de Collier, calificó la película con una A-: «Nada en El Gato con Botas: el último deseo se siente perezoso, justifica con creces la larga espera. No solo es una de las mejores películas de animación del año, sino una de las mejores de DreamWorks, y una que tocará la fibra sensible de los cinéfilos de todas las edades. Es emocionante e hilarante a partes iguales, además de sincera, y nunca da la sensación de que se esté dirigiendo a nadie. Con Los tipos malos y ahora El Gato con Botas: el último deseo, es más que seguro decir que DreamWorks ha vuelto y (quizá) mejor que nunca».
Peter Debruge, de Variety, hizo una crítica positiva de la película, de la que dijo que era «la mejor película de DWA desde la trilogía Cómo entrenar a tu dragón». Emma Stefansky, de IndieWire, también hizo una crítica positiva, disfrutando del hecho de que la película «no tiene reparos en poner a prueba las expectativas de su joven público al tiempo que ofrece una historia desenfadada sobre la apreciación de las nueve vidas que ya tenemos». William Bibbiani, de TheWrap, hizo una crítica mixta, resumiendo que «hay momentos cómicos que encajan, y escenas de acción que saltan a la vista, pero la sensación abrumadora aquí es una meditación sobre la inevitabilidad de la muerte».

## Premios y nominaciones
| Premio                                 | Fecha                   | Categoría                                           | Nominados                    | Resultado | Ref.   |
| -------------------------------------- | ----------------------- | --------------------------------------------------- | ---------------------------- | --------- | ------ |
| Premios Óscar                          | 12 de marzo de 2023     | Mejor película de animación                         | Puss in Boots: The Last Wish | Nominada  | [ 37 ] |
| Alianza de Mujeres Periodistas de Cine | 5 de enero de 2023      | Mejor película animada                              | Puss in Boots: The Last Wish | Nominada  | [ 38 ] |
| Alianza de Mujeres Periodistas de Cine | 5 de enero de 2023      | Mejor personaje femenino animado                    | Salma Hayek Pinault          | Nominada  | [ 38 ] |
| Premios de la Crítica Cinematográfica  | 15 de enero de 2023     | Mejor película de animación                         | Puss in Boots: The Last Wish | Nominado  | [ 39 ] |
| Premios Globo de Oro                   | 10 de enero de 2023     | Mejor película animada                              | Puss in Boots: The Last Wish | Nominada  | [ 40 ] |
| Asociación de Críticos de Hollywood    | 24 de febrero de 2023   | Mejor interpretación de voz o captura de movimiento | Antonio Banderas             | Nominado  | [ 41 ] |
| Asociación de Críticos de Hollywood    | 24 de febrero de 2023   | Mejor película animada                              | Puss in Boots: The Last Wish | Nominada  | [ 41 ] |
| Hollywood Music in Media Awards        | 16 de noviembre de 2022 | Mejor banda sonora en una película animada          | Heitor Pereira               | Nominado  | [ 42 ] |
| San Diego Film Critics Society Awards  | 6 de enero de 2023      | Mejor película animada                              | Puss in Boots: The Last Wish | Nominada  | [ 43 ] |